# Апшоу, Уильям
Уильям Дэвид Апшоу (англ. William David Upshaw, 15 октября 1886 года — 21 ноября 1952 года) — американский политик, в период между 1919 и в 1927 годом представлял штат Джорджия в палате представителей США. Баллотировался на пост президента от Партии запрета в 1932 году. Был решительным сторонником движения за трезвость, и стал известен как «самый сухой из сухих».

## Биография
Уильям Апшоу родился возле Ньюнана, округ Ковета, Джорджия 15 октября 1866 года. С 18 лет он страдал от травмы позвоночника и пользовался инвалидной коляской и костылями до последних месяцев жизни. C 1906 года Апшоу служил вице-президентом Антисаллунной лиги (Anti-Saloon League) в Джорджии и сыграл важную роль в создании первого государственного сухого закона на Юге США. Защита запрета была важным фактором в основании второго Ку Клукс Клана (Клан 1920-х) в 1915 году. Однако, Апшоу не был сочувствующим Клану и однажды пошёл против поддержки кандидата Клана на выборную должность.
Апшоу четыре срока представлял Джорджию в палате представителей США (1918-1920-1922-1924). Известный как «Билли Сандей Конгресса», Апшоу поддерживал наиболее влиятельных политиков Южного Протестантизма, в том числе евангелиста Боба Джонса старшего, который основал Университет Боба Джонса. Апшоу служил в качестве члена Совета попечителей колледжа Боба Джонса в Лин-Хейвене (Lynn Haven), Флорида, c 1927 года до 1932 года, когда он был исключен из Совета из-за пропуска ежегодного заседания Совета и не заполнения документов.
В 1932 году он был кандидатом на пост президента Соединенных Штатов от Партии запрета, которая выступала против продажи и употребления алкогольных напитков. Апшоу был пятым, проиграв Франклину Рузвельту (который был сторонником отмены «сухого закона»), действующему президенту-республиканцу Герберту Хуверу, кандидату от социалистов Норману Томасу, и кандидату от коммунистов Уильяму Фостеру.
Остаток своей жизни он был решительным сторонником запрета спиртных напитков. В феврале 1951 года он объявил, что был исцелён Уильямом Брэнемом. Апшоу умер 21 ноября 1952 года.